# Jort van Gennep
Jort van Gennep (Breda, 6 augustus 1994) is een Nederlands roeier.
Hij nam samen met Bjorn van den Ende, Tim Heijbrock en Joris Pijs deel aan de Olympische Zomerspelen 2016 in de lichte vier-zonder met een elfde plaats als resultaat.

## Palmares

### lichte vier zonder stuurman
- 2014: 6e WK - 5.59,18
- 2015: 5e EK - 5.56,54
- 2015: 5e WK - 6.00,83
- 2016: 4e EK - 6.51,74
- 2016: 11e Olympische Spelen - 6.37,28